# Peromyscus melanurus
Peromyscus melanurus là một loài động vật có vú trong họ Cricetidae, bộ Gặm nhấm. Loài này được Osgood mô tả năm 1909.